# Scandia Tholi
Gli Scandia Tholi sono una struttura geologica della superficie di Marte.